# 格特·萨尔
格特·萨尔（1992年6月6日—），愛沙尼亞女子羽毛球運動員。

## 簡歷
2015年5月，格特·萨尔出戰里加羽毛球國際賽，打進女子單打比賽準決賽。

## 主要比賽成績
只列出曾進入準決賽的國際賽事成績：
| 年份   | 賽事                 | 公開賽級別 | 項目     | 成績   |
| ------ | -------------------- | ---------- | -------- | ------ |
| 2015年 | 里加羽毛球國際賽     | 未來系列賽 | 女子單打 | 準決賽 |
| 2019年 | 保加利亞羽毛球國際賽 | 未來系列賽 | 女子單打 | 亞軍   |

| 2007-2017年 | 首要超級賽 | 超級賽 | 黃金大獎賽 | 大獎賽 | 國際挑戰賽 | 國際系列賽 | 未來系列賽 | 其他 |

| 2018-2026年 | 總決賽 | 超級1000賽 | 超級750賽 | 超級500賽 | 超級300賽 | 超級100賽 | 國際挑戰賽 | 國際系列賽 | 未來系列賽 | 其他 |